# عربية ربيعية
عربيةj, jzнzjх ربيعية (الاسم العلمي: Arabis verna) هي نوع من النباتات تتبع جنس العربية من الفصيلة الكرنبية.